# Velence–Trieszt-vasútvonal
A Velence–Trieszt-vasútvonal 153 km hosszúságú, normál nyomtávolságú, kétvágányú vasúti fővonal Velence és Trieszt között. A vasútvonal 3 kV egyenárammal van villamosítva.

## Története
A Velence és San Giorgio di Nogaro közötti szakaszt a Società Veneta magántársaság helyi vasútként nyitotta meg több lépésben 1885 és 1888 között. Később úgy döntöttek, hogy ezt a vonalat meghosszabbítják a nemzetközi határon keresztül Ausztria-Magyarország felé. 1894-ben a Cervignano és Monfalcone közötti osztrák szakaszt a Friauler Eisenbahn-Gesellschaft nyitotta meg, a San Giorgio és Cervignano közötti határszakasz három évvel később következett..
Az első világháború után a teljes vonal Olaszországhoz került, és a Ferrovie dello Stato állami vállalat által kezelt fővonal lett.

## Útvonal
A vasútvonal Venezia Mestrében ágazik le a Velence–Udine-vasútvonalról, és ettől eltérően egyenes vonalban, északkeleti irányban halad San Donà di Piave felé az azonos nevű folyóval párhuzamosan. A vasútvonal topográfiailag nem hagyja el az Adriai-tengertől északra fekvő sík észak-olasz alföldet egészen Monfalcone végpontjáig. A Piave keresztezése után nagyjából egyenes vonalban halad tovább északkelet felé Portogruaron keresztül a Tagliamento folyóhoz Latisanáig, amelyet itt már megszelídítettek. Cervignano del Friuli-n keresztül végül eléri az Isonzót, és miután Ronchi dei Legionarinál keresztezi azt, a vasútvonal nem sokkal Montfalcone előtt, a karszt lábánál csatlakozik az Udine–Trieszt-vasútvonalhoz.